# 二瓶鮫一
二瓶 鮫一（にへい こういち、1937年2月21日 - ）は、日本の俳優。福島県出身。本名は同じ。身長170cm、体重77kg。血液型はB型。CLEO所属。以前は劇団三十人会に所属していた。早稲田大学卒業。

## 人物・来歴
おもに『水戸黄門』などの悪役や、舞台での名脇役として活動する。
深みのある声質から「芝居の原点はテレビなき時代の紙芝居屋の親父」をモットーに、童話や絵本などの朗読もライフワークとしており、ベネッセコーポレーションの幼児向け教材「こどもちゃれんじ」シリーズのお話コーナーの朗読を担当することでも知られ、朗読数は歴代1位を誇り、最近では「ミスター朗読」と呼ばれることがある。これを皮切りに最近では朗読やナレーションにおいても多方面で活躍の場を広げている。

## 出演

### テレビドラマ
NHK
- 大河ドラマ
  - 太平記（1991年） - 武士
  - 功名が辻（2006年） - 浅野又右衛門
- 連続テレビ小説 / かりん（1993年 - 1994年） - 花山信吉
- 金曜時代劇
  - 茂七の事件簿 新ふしぎ草紙（2002年） - 弥平
  - 御宿かわせみ（2004年） - 口屋清兵衛 ※高島礼子版

日本テレビ系
- 太陽にほえろ! 第76話「おふくろ」（1973年） - 滝川諭吉医師
- 火曜サスペンス劇場
  - 女検事・霞夕子6・別荘の女（1988年）
  - 松本清張スペシャル・捜査圏外の条件（1989年） - 美術印刷屋
  - 女弁護士高林鮎子6・船岡発普通列車、無縁坂の女（1989年） - 清水刑事部長
  - あしながおじさん殺人事件（1989年、映像プロデュース）
  - 救急指定病院5（1996年）- 橋詰警部補
  - 松本清張スペシャル・中央流沙（1998年） ※TBS版にも出演
  - 監察医・室生亜季子27（2000年） - 橋本重吉
  - 松本清張スペシャル・事故 - 宮島茂
- 刑事貴族3 第21話「悪魔がくれた拳銃」（1992年11月20日）
- 金田一少年の事件簿シリーズ
  - 金田一少年の事件簿 第5話（1995年） - 久米裕一郎校長
  - 金田一少年の事件簿N(neo) 第8話（2014年） - 映画館の老人
- 透明人間（1996年） - 野口運転手
- レッツゴー!永田町（2001年） - 稲山の支持者
- ライオン先生（2003年）
- ぼくの魔法使い（2003年） - スドウ
- ヤスコとケンジ（2008年） - 本屋の主人

TBS系
- 大岡越前 第15部 第6話「大江戸韋駄天競争」（1998年10月5日） - 加納屋
- ハンドク!!!（2001年）
- 真夜中の雨（2002年）
- ホットマン（2003年） - 谷山所長
- さとうきび畑の唄（2003年） - 教頭先生
- 特命!刑事どん亀（2006年） - ホームレス・潤さん
- バチカンに眠る織田信長の夢（2007年） - 狩野永徳
- 松本清張生誕100年スペシャル・中央流沙（2009年） ※日本テレビ版にも出演
- 月曜ミステリー劇場
  - 万引きGメン・二階堂雪8（2002年） - 川田敦夫
  - 名探偵・金田一耕助シリーズ 水神村伝説殺人事件（2002年） - 鹿蔵
- 水戸黄門（TBS / C.A.L）
  - 第32部 第2話「妹想いの風来坊 -安中-」（2003年8月4日） - 源三
  - 第33部 第13話「甘ったれ若旦那に喝!・出雲」（2004年7月12日） - 鳴海屋
  - 第35部 第11話「刀の鍔で結ばれた愛 -熊本-」（2005年12月19日） - 山吹屋徳平
  - 第36部 第16話「銘酒を守った頑固者 -広島-」（2006年11月20日） - 鳴門屋庄右衛門
  - 第37部 第22話「嘘から出た真ごころ-二本松-」（2007年、TBS） - 宝来屋甚兵衛
  - 第38部 第14話「盗っ人最後の恩返し -浜松-」（2008年4月21日） - 春木屋庄兵衛
  - 第43部（2011年10月24日） - 山本太夫
- あぽやん〜走る国際空港（2013年） - 伊佐山健治

フジテレビ系
- 木曽街道いそぎ旅（1973年）
- 恐怖劇場アンバランス 第5話「死骸を呼ぶ女」（1973年） - 相沢
- 英二ふたたび（1997年）
- 世にも奇妙な物語
  - 「覆面」（1991年）
  - 「13番目の客」（2001年） - 久保孝 役
- 魔法少女ちゅうかなぱいぱい! 第17話「幻のグラウンド」（1989年） - 教育委員長
- 居酒屋兆治（1992年）
- 約束の夏（1992年） - 井原大作 役
- 君といた夏（1994年） - 平田教授 役
- 古畑任三郎 S1第7話（1994年5月25日、フジテレビ） - 大道具さん 役
- ナースのお仕事 第3シリーズ（2000年） - 平尾宣貴 役
- 演技者。 第1弾「黒いハンカチーフ」（2002年） - 海老沢修二 役
- 英二ふたたび（1997年）
- JJママ!（2000年、BSフジ） - 森田部長 役
- あなたの隣に誰かいる（2003年）
- ダイヤモンドガール（2003年）
- 僕と彼女と彼女の生きる道（2004年） - 大河内順一 役
- 離婚弁護士（2004年）
- FIRE BOYS 〜め組の大吾〜（2004年）
- 大奥〜華の乱〜（2005年） - 清閑寺大納言 役
- CONTROL〜犯罪心理捜査〜（2011年） - 山田忠雄（町内会長） 役
- リーガル・ハイ（2012年） - 錦野春夫 役
- 金曜エンタテイメント
  - スチュワーデス刑事（1997年 - 2006年） - 近藤達夫
- 金曜プレステージ
  - 外科医 鳩村周五郎8（2011年） - 金村稔

テレビ朝日系
- 七人の女弁護士 第1シリーズ 第8話「極道の妻 真夜中の殺人ダイヤル!」（1991年）
- さすらい刑事旅情編VII 最終話「盗まれた書類！女子大生の悲劇」(1995年）
- はぐれ刑事純情派（1999年） - 城所省三
- 土曜ワイド劇場
  - タクシードライバーの推理日誌16（2002年） - 裁判長
  - キソウの女 帆村純2（2005年、朝日放送） - 美濃部係長
  - 牟田刑事官VS終着駅の牛尾刑事そして事件記者冴子6（2006年） - 鶴川正治
- ツーハンマン（2002年） - 相沢宗男
- 相棒
  - Season2 第3話「殺人晩餐会」（2003年10月29日） - 榎並昭夫
  - Season7 最終話「特命」（2009年） - 舟木医師
  - Season12 最終話「プロテクト」（2014年） - 住職
- 新・京都迷宮案内
- トリック

テレビ東京系列
- 超光戦士シャンゼリオン 第1話「ヒーロー!! 俺?」（1996年） - 鬼頭
- 女と愛とミステリー
  - 松本清張特別企画・ガラスの城（2001年） - 林田徳右衛門
  - 黄金の犬
  - 海の沈黙
  - 四つの終止符（2001年） - 曾根所長
- マルホの女〜保険犯罪調査員〜（2014年） - 望月悦樹

### 映画
- 日本の夜と霧（1960年） - 小野
- 波の数だけ抱きしめて（1991年）
- 12人の優しい日本人（1991年） - 陪審員・4号
- ゲンセンカン主人（1993年）
- 新宿欲望探偵（1994年）
- 勝手にしやがれ!! 強奪計画（1995年） - 本間中小企業社長
- ゴジラシリーズ
  - ゴジラvsデストロイア（1995年） - 中村 [2]
  - ゴジラ2000 ミレニアム（1999年） - パーティの客A[2]
- 貝殻〜コキーユ〜（1999年） - 五十嵐文昭
- ゴト師株式会社 ルーキーズ THE MOVIE（1999年） - 丸ノ内輝一
- ハーメルン（2013年）
- まほろ駅前狂騒曲（2014年、東京テアトル・リトルモア）
- 僕はイエス様が嫌い（2019年） -  星野悟
- 敵（2025年1月17日）[3]
- ハオト（2025年8月8日）[4]

### 舞台
- フランケンシュタイン
- ウチハソバヤジャナイ
- フリドニア
- 病気
- 地獄のオルフェ
- 三人姉妹
- 桜の園
- はつ恋
- サロメの純情
- 枝豆の恋人
- スパイものがたり
- パパのデモクラシー
- リア王の悲劇 - グロスタ公
- ピッピ
- INTO THE WOODS - シンデレラの父
- ドレッサー
- ミレナ
- ファンタスティックス - 老役者ヘンリー
- おやすみの前に
- あげまん
- ロベルト・ズッコ
- 湯けむり仲居純情日記
- KUNISADA国定忠治
- ひばり
- 白波五人控-翼ある騒乱-
- リチャード三世
- 魔術師セブン・ソングス 第2歌
- お化粧銀次・二の替り・雪催恋伊達染
- 遙かなる鼓笛
- プレイボーイ
- どしゃぶり皇帝
- 風吹がらす疾送記 異説のすかい・おらん
- ハムレット
- 民谷伊右衛門の鼠
- マクベス
- 黄昏のボードビル
- 西に黄色のラプソディー
- ヴォイツェク
- セブン・ソングス 第一歌・流刑の島
- スパイものがたり - オマワリサン
- 怪童堂 - 座長 役
- GHOOOOOST!! - 座敷童子 役

### オリジナルビデオ
- 全国制覇テキ屋魂（2001年） - 舟亀 役
- 修羅のみちシリーズ - 中野信行温泉組合長 役
  - 9 北九州烈死篇（2003年）
  - 10 九州全面戦争（2004年）
- 極道甲子園（2004年） - 法務大臣 役
- 真・恐怖体験2 - 雄三 役
- 報復2（2017年） - 鴨井 役
- ゆかりちゃん - 峰澤刑事課長 役
- ダボ
- タフ

### ラジオドラマ
- FMシアター（NHK-FM）
  - ジョルーシャゴル
  - 消えた万元戸
  - 水底の丸い石
  - 海のことば
  - レンタルキャリア
  - 虫歯とタクシー、その他の不幸
  - 枝の上の白色レグホン
- 青春アドベンチャー（NHK-FM）
  - BANANA FISH2
- ENEOS ON THE WAY COMEDY 道草「父と二人」（TOKYO FM）

### その他
- 珍豪ムチャ兵衛 - 声優として出演
- こどもちゃれんじ（ベネッセコーポレーション） - 朗読
- あそむび〜幸運探偵風烈光の事件簿〜（NTT西日本） - ラーメン屋店主 役